# Automeris erubescens
Automeris erubescens é uma espécie de mariposa do gênero Automeris, da família Saturniidae.
Boisduval registrou um espécime no Brasil, em Santa Catarina, no ano de 1892.